# Denisse Fajardo
Denisse Fajardo García (ur. 1 lipca 1964 w Limie) – peruwiańska siatkarka. Srebrna medalistka olimpijska z Seulu.
W 1988 Peruwianki w finale uległy reprezentacji Związku Radzieckiego. Fajardo w turnieju wystąpiła w pięciu spotkaniach. Cztery lata wcześniej, na igrzyskach w Los Angeles zagrała również w pięciu meczach (czwarte miejsce). Była w składzie reprezentacji Peru na igrzyskach w 1980 w Moskwie, lecz nie wystąpiła w żadnym spotkaniu.
W 1982 była srebrną, a w 1986 brązową medalistką mistrzostw świata. Ma w dorobku medale igrzysk panamerykańskich (srebro w 1987, brąz w 1983 i 1991).